# Castro Valley
Pour les articles homonymes, voir Valley.
Castro Valley est une census-designated place (CDP) dans le comté d'Alameda en Californie, aux États-Unis.

## Démographie
| 1940  | 1960   | 1970   | 1980   | 1990   | 2000   |
| ----- | ------ | ------ | ------ | ------ | ------ |
| 4 145 | 37 120 | 44 760 | 44 011 | 48 619 | 57 292 |

| 2010   | - | - | - | - | - |
| ------ | - | - | - | - | - |
| 61 388 | - | - | - | - | - |

## Personnalités liées à Castro Valley

### Personnalités nées à Castro Valley
- 1944 : Michael Edwards, acteur.
- 1960 : Dean Heller, homme politique.
- 1962 : Cliff Burton, musicien.
- 1964 : Christopher Titus, humoriste et acteur.
- 1964 : Garret Dillahunt, acteur.
- 1970 : Mike Bouchet, artiste contemporain.
- 1973 : Rachel Maddow, journaliste de télévision et de radio.
- 1987 : Jason Castro, joueur de baseball.
- 1989 : David Bingham, footballeur.

### Personnalités décédées à Castro Valley
- 2011 : Tom Brown, joueur de tennis.

### Personnalités qui vivent ou ont vécu à Castro Valley
- Eddie Chacon, membre du groupe de musique Charles & Eddie